# William Kobbé

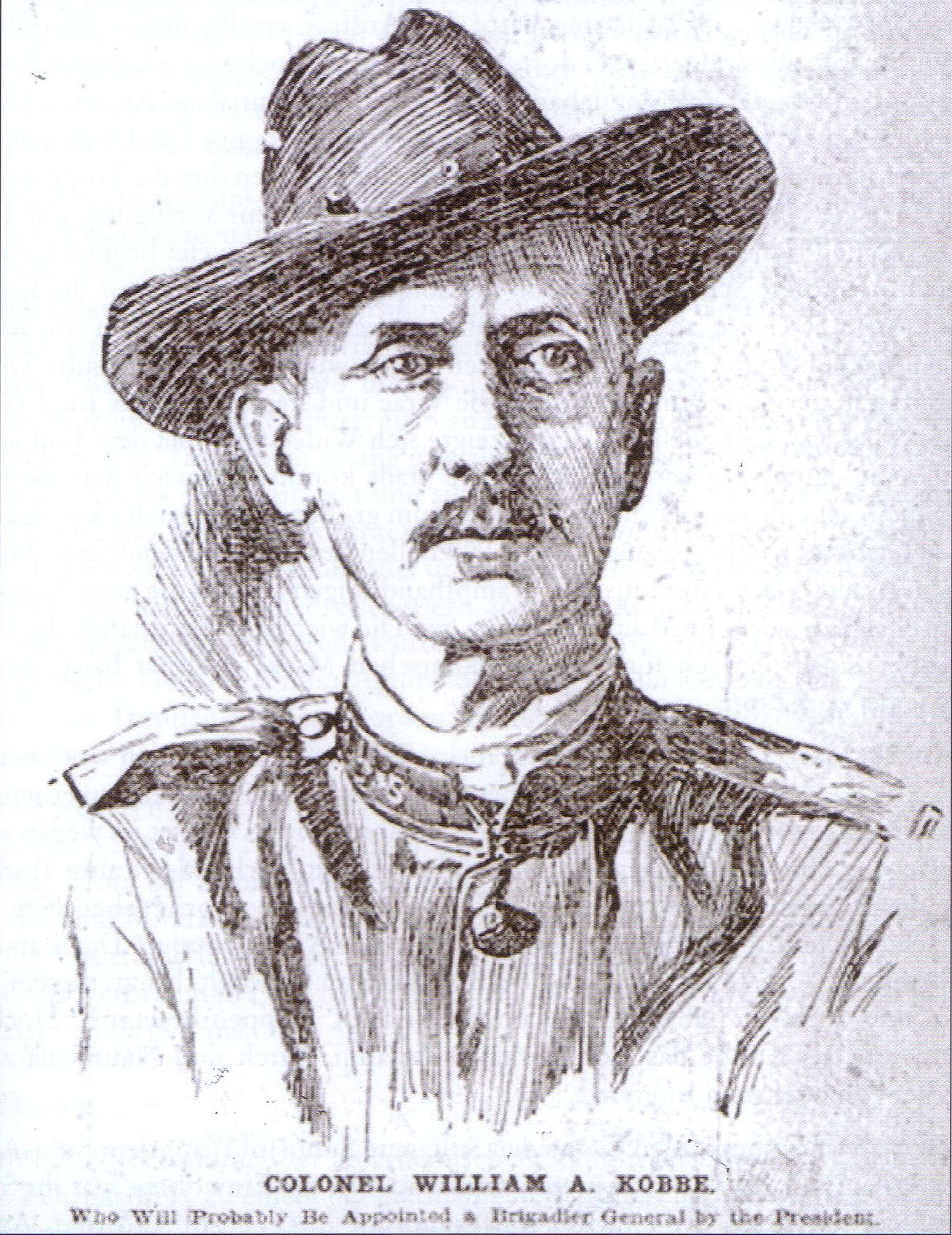
Kobbé 1900

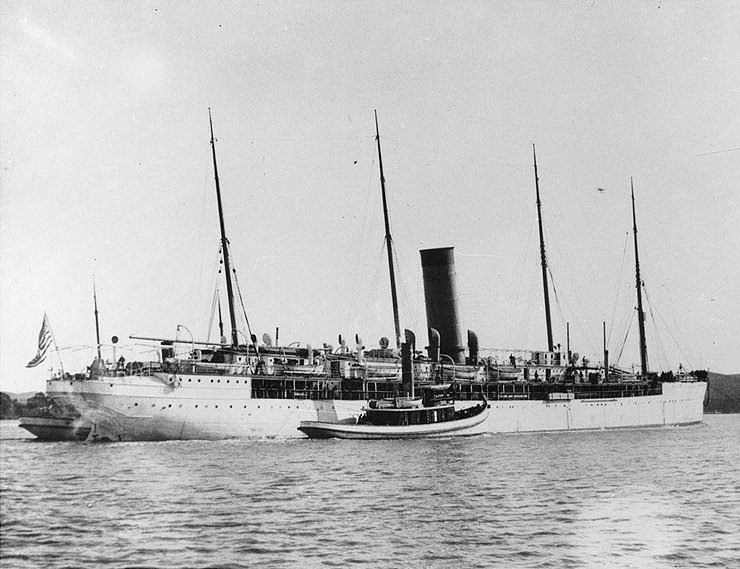
Truppentransporter USS Hancock

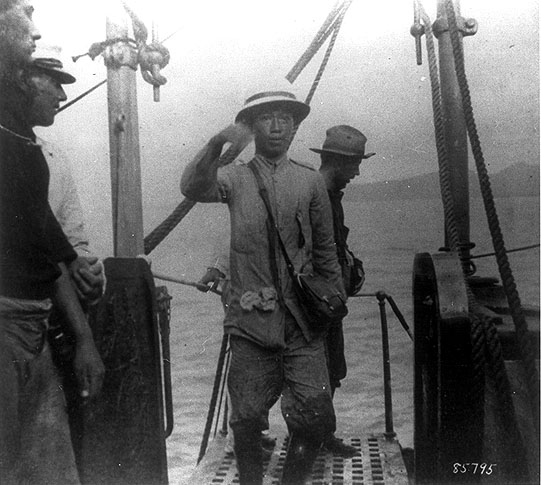
Aguinaldo geht an Bord der USS Vicksburg nach seiner Gefangennahme 1901.

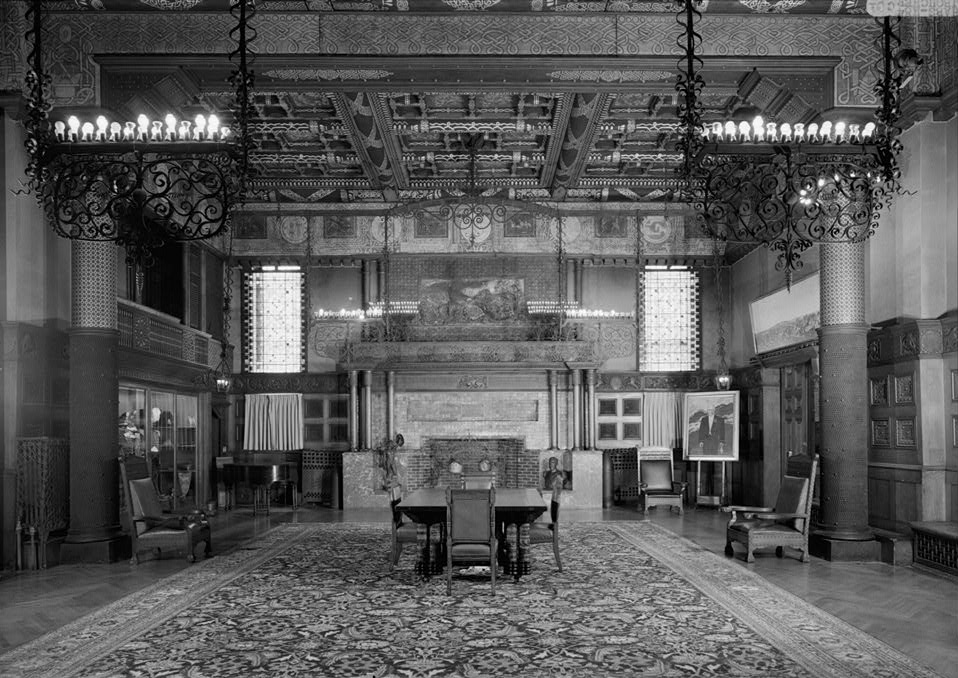
Innenräume der Armory des 7. Regiments (1984)

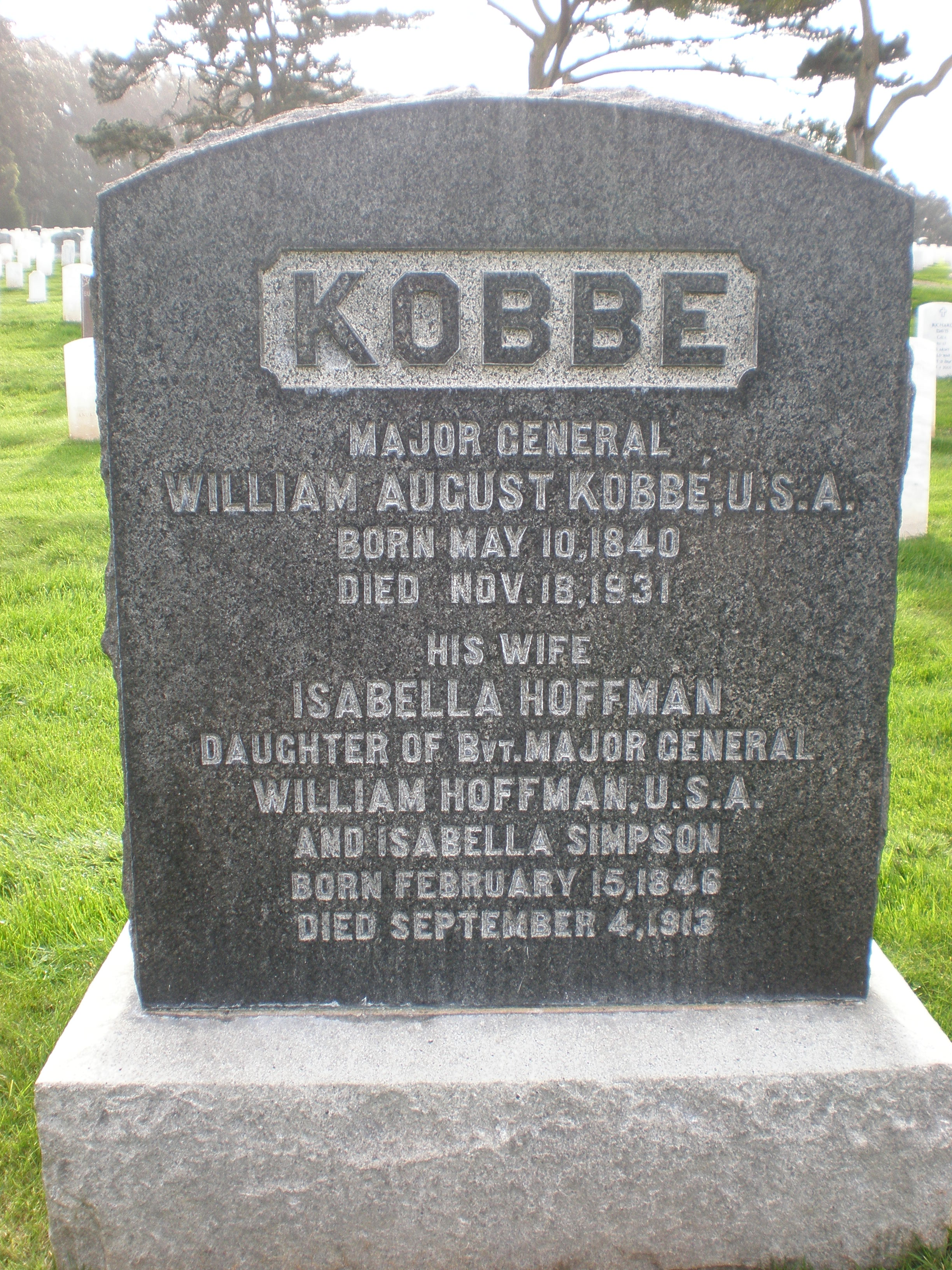
Grab von General William Kobbé

William August Kobbé (* 10. Mai 1840 in New York City; † 18. November 1931 in Pasadena, Kalifornien) war ein US-amerikanischer Offizier. Er stieg in der US-Army angeblich vom Trommler im Sezessionskrieg bis zum Generalmajor auf.

## Leben
Kobbé entstammte einer deutsch-amerikanischen Familie. Sein Vater, der Diplomat Wilhelm August Kobbé, hatte als Generalkonsul des Herzogtums Nassau in New York in eine anerkannte Ostküstenfamilie eingeheiratet und sich später dort als Kaufmann betätigt. William Kobbé besuchte ebenso wie seine Geschwister bei Verwandten in Wiesbaden das Gymnasium und studierte nach dem Abitur ab 1857 an der Bergakademie in Freiberg das Bergfach. Hier wurde er beim Corps Franconia Mitglied. 1859 bis 1862 setzte er sein Studium an der Bergschule Clausthal fort.
Ohne Examen kehrte Kobbé 1862 in die Vereinigten Staaten zurück und verpflichtete sich beim 7th Infantry Regiment („Steuben Rangers“), wo er als „drummer boy“, also Trommler (ist nicht richtig), begann. Militärisch bewährte er sich in der Sieben-Tage-Schlacht bei Richmond, Virginia (1862) und in der Schlacht von Gettysburg (1863). So wurde er bereits 1863 Leutnant und 1867 Oberleutnant. 1872 kämpfte er mit seiner Einheit gegen die Cheyenne, die sich der Indianerpolitik der US-Regierung widersetzten. In der Folge war er zunächst bei der Küstenartillerie und als Lehrer an der Artillerieschule in Fort Monroe, Virginia, tätig.
Als Major wurde Kobbé mit seinem Bataillon 1898 im Krieg der USA gegen die Philippinen eingesetzt. Nach dem Sieg der USA über die Spanier im Spanisch-Amerikanischen Krieg bekämpfte seine Einheit die aufständischen Einheiten der Filipinos im Philippinisch-Amerikanischen Krieg mit den ebenso brutalen wie effizienten Methoden des Indianerkrieges. Oberst Kobbé wurde in diesen Kämpfen mehrfach ausgezeichnet. Schließlich wurde er 1899 zum Brigadegeneral ernannt. Er erhielt den Befehl, den südlichen Teil der Insel Luzon einzunehmen. Seine Truppen wurden mit den Truppentransportern der US Navy USS Hancock und USS Garonne unter dem Schutz der Kanonenboote USS Nashville, USS Helena und USS Mariveles nach Sorsogon gebracht, das sich angesichts des amerikanischen Aufgebots ergab. Nach der Eroberung der Region wurde Kobbé zu deren Militärgouverneur ernannt.
Im Frühjahr 1900 wurde er Militärgouverneur von Mindanao und Jolo und hatte dort den Kampf gegen die aufständischen muslimischen Moros aufzunehmen, die dem Sultan von Sulu beziehungsweise dem Sultan von Maguindanao unterstanden, die auf eine vermeintliche Autonomie bedacht waren. Die Amerikaner bekamen die Moro-Rebellion erst annähernd unter Kontrolle, nachdem 1901 der angesehene örtliche Führer der Rebellen, General Emilio Aguinaldo, aufgab und mit ihnen zu kooperieren begann. Kobbé wurde 1901 ins Heimatland zurück versetzt. Sein Nachfolger auf den Philippinen wurde General George Whitefield Davis. Kobbé wurde 1904 aus Altersgründen mit dem Dienstgrad eines Generalmajors pensioniert.

## Ehrungen
1932 wurde „Fort Kobbé“ am Panamakanal nach ihm benannt, in San Francisco die „Kobbé Avenue“. Sein New Yorker Ursprungsregiment, das 7th Infantry Regiment, ehrte ihn nach seiner Rückkehr von den Philippinen in der New Yorker Armory des Regiments mit dem Ehrengeschenk eines Schwertes.
Sein Ehrengrab befindet sich auf dem San Francisco National Cemetery im Presidio of San Francisco.

## Schriften
- Notes on Strategy and Logistics. Fort Monroe 1896 (Digitalisat Internet Archive).